# Algis Arlauskas
Algis Yuózasovich Arlauskas Pinedo (А́льгис Юо́засович Арла́ускас) (1957 - ) es un actor, guionista y director de cine ruso-español afincado en el País Vasco.
Algis Arlauskas ha realizado varias trabajos como actor en Rusia es conocido por su papel en la comedia famosa dirigida por Leonid Gaidái Sportloto-82. Su madre, Carmen Pinedo, era de la ciudad de Bilbao en el País Vasco en España y fue una de los niños evacuados durante la guerra civil española a la Unión Soviética.

## Biografía
Algis Arlauskas nació el 7 de agosto de 1957 en Moscú, entonces Unión Soviética y hoy Rusia, su padre era un líder del Partido Comunista Lituano y su madre una de las niñas evacuadas de la raíz de la guerra civil española en 1937 (estos evacuados son conocidos como "niños de la guerra").
En 1978 se graduó del Instituto de Teatro de Borís Schukin (Escuela Superior de Arte Dramático adjunta al Teatro de Vajtángov de Moscú), en 1987 - en la facultad de Dirección cinematográfica del Instituto Estatal de Cinematografía - VGIK (taller de A. Kochetkov). También fue de 1978 a 1983 actor del Teatro de la Jóvenes Espectadores de Moscú. 
Entre 1989 y 1995, trabajó como profesor de dirección de cine y guion en el Instituto Estatal de Cinematografía de Rusia - VGIK en la Facultad de Cine Documental.
En 1991, en calidad de repatriado llega a Bilbao junto a su esposa, la actriz Marina Shimánskaya, y sus 2 hijos para realizar una serie de documentales sobre los Niños de la guerra civil española titulada Vivir y morir en Rusia y tras ofrecerle varios proyectos como director se quedó a residir en la capital vizcaína. En el año 2009 funda junto a su mujer la escuela de teatro y cine Ánima Eskola donde participa como gestor y dando clases. Ha trabajado como actor, director y guionista en varios proyectos cinematográficos y de televisión en el País Vasco y España. En el año 2008, volvió a trabajar en los proyectos de cine ruso.
Tras divorciarse de Marina Shimánskaya en el año 2016, realiza funciones de coordinador y profesor de interpretación, método, lenguaje de la imagen y taller documental en la escuela Ánima Eskola, donde Shimánskaya se encarga de la docencia de  interpretación y lecturas dramatizadas.

## Filmografía

### Actor
| Año         | Serie                         | Canal                        | Personaje           | Notas        |
| ----------- | ----------------------------- | ---------------------------- | ------------------- | ------------ |
| 1974        | Grumete de la Flota del Norte | Estudios de Cine Gorki, URSS | Volodia Cheriomin   | Largometraje |
| 1982        | Sportloto-82                  | Mosfilm, URSS                | Kostia Lúkov        | Largometraje |
| 1983        | Soborno                       | TV Central, URSS             | Valera              | 2 episodios  |
| 1986        | Pedro el Grande               | NBC, Estados Unidos          | Padre Theodosius    | 5 episodios  |
| 2004        | Goenkale                      | ETB                          | Kopetas             | 20 episodios |
| 2007        | El comisario                  | Telecinco                    |                     | 1 episodio   |
| 2007        | Mi querido Klikowski          | ETB                          |                     | 1 episodio   |
| 2010        | Los hombres de Paco           | Antena 3                     | Mafioso             | 4 episodios  |
| 2010        | Aída                          | Telecinco                    |                     | 1 episodio   |
| 2010        | Qué vida más triste           | laSexta                      |                     | 1 episodio   |
| 2011 - 2013 | El barco                      | Antena 3                     | Alex                | 5 episodios  |
| 2012        | Gernika bajo las bombas       | ETB                          | Von Richtofen       | 2 episodios  |
| 2014        | Hermanos                      | Telecinco                    |                     | 1 episodio   |
| 2014 - 2015 | El Príncipe                   | Telecinco                    | Alekséi             | 1 episodio   |
| 2015        | B&B, de boca en boca          | Telecinco                    |                     | 2 episodios  |
| 2015 - 2016 | Amar es para siempre          | Antena 3                     | Petrov              | 35 episodios |
| 2016        | El ministerio del tiempo      | La 1                         | Ferguson            | 2 episodios  |
| 2016 - 2017 | Anna-Detektiv                 | Star Media (Rusia)           | Kiril Razumovski    | 20 episodios |
| 2016        | El Elegido/The Chosen         | (España-México)              | Pável Sudoplátov    | Largometraje |
| 2018        | Acacias 38                    | La 1                         | Koval               | 4 episodios  |
| 2019        | Vota Juan                     | TNT España                   | Embajador ruso      | 1 episodio   |
| 2020        | Caronte                       | Amazon Prime                 | Traficante de armas | 1 episodios  |
| 2021        | La Fortuna                    | Movistar+, España            | Capitán Lucas       | 1 episodio   |
| 2022        | In from the cold              | Netflix, Estados Unidos      | Borodín             | 1 episodio   |

### Guionista
- 1987 - Tacto (VGIK)
- 1991 - 1993 - Vivir y morir en Rusia (10 capítulos de TV)
- 1995 - De Vladímir a Vladímir (Orioprodukzioak & K-2000 TV)
- 2000 - Carta a mi madre (Basque Films), mediometraje documental sobre el escritor Rubén Gallego
- 2003-2004 - Vaya semanita (Pausoka - ETB)
- 2010 - Patria (TV Central Rusa)
- 2015 - La Conjura de los locos (Arnedofilm TV)
- 2020 - Vuelo libre (Arnedofilm TV)
- 2022 - El último tramo (Arnedofilm TV)

### Director de Cine
- 1985 - Sueño de Vania Fadéiev
- 1986 - Medio siglo y un día
- 1987 - Tacto
- 1988 - El asunto no personal
- 1989 - Vivir y morir en Rusia. Capítulo piloto
- 1990 - Andando el camino
- 1993 - Vivir y morir en Rusia. Capítulos 2,3,4,7,8,9
- 1995 - De Vladímir a Vladímir
- 1996 - Un lugar encantado
- 1996 - Nuarbe
- 2000 - Carta a mi madre
- 2005 - La barbería
- 2009 - Ganador
- 2011 - Patria
- 2015 - La conjura de los locos
- 2020 - Vuelo libre
- 2022 - El último tramo